# Warm & Wild
| Recensione | Giudizio |
| ---------- | -------- |
| AllMusic   |          |

Warm & Wild è il secondo album del cantante Pop statunitense Vic Dana, pubblicato dalla Dolton Records nel maggio 1962 .

## Tracce

### LP (1962, Dolton Records, BLP-2015/BST-8015)
Lato A
1. Get Me to the Church on Time – 2:17 (testo: Alan Jay Lerner – musica: Frederick Loewe)
2. Lollipops and Roses – 2:53 (Tony Velona)
3. I Believe in You – 2:52 (Frank Loesser)
4. Blame It on My Youth – 2:53 (testo: Edward Heyman – musica: Oscar Levant)
5. Close Your Eyes – 2:40 (Bernice Petkere)
6. Her Face – 2:59 (Bob Merrill)

Durata totale: 16:34
Lato B
1. My Romance – 2:25 (testo: Lorenz Hart – musica: Richard Rodgers)
2. It's a Most Unusual Day – 2:30 (testo: Harold Adamson – musica: Jimmy McHugh)
3. Penny Candy – 2:52 (testo: June Carroll – musica: Arthur Siegel)
4. Happy Ending – 3:06 (Sylvia Fine)
5. Through a Long and Sleepless Night – 2:13 (testo: Mack Gordon – musica: Alfred Newman)
6. Hey, Look Me Over – 2:02 (testo: Carolyn Leigh – musica: Cy Coleman)

Durata totale: 15:08

## Musicisti
- Vic Dana – voce
- Buddy Collette – ruolo non accreditato (solitamente al flauto o al sassofono)
- Barney Kessel – ruolo non accreditato (solitamente alla chitarra)
- Joe Comfort – ruolo non accreditato (solitamente al contrabbasso)
- Al Porcino – ruolo non accreditato (solitamente alla tromba)
- Dave Wells – ruolo non accreditato (solitamente al trombone)
- Plas Johnson – ruolo non accreditato (solitamente al sassofono tenore)
- Paul Horn – ruolo non accreditato (solitamente al flauto o al sassofono)
- Earl Palmer – ruolo non accreditato (solitamente alla batteria)
- Bob Florence – ruolo non accreditato (solitamente al pianoforte)
- Mel Lewis – ruolo non accreditato (solitamente alla batteria)

### Produzione
- Bob Reisdorff – produzione
- Al Schmitt e Bud Morris – ingegneri delle registrazioni
- Francis & Monshan – design copertina album originale
- Ralph Poole – foto copertina album originale [4]